# Focke-Wulf A 16
Die Focke-Wulf A 16 war ein leichtes Passagierflugzeug von 1924 und das erste Modell der im selben Jahr gegründeten Focke-Wulf Flugzeugbau AG.

## Geschichte
Bereits im Jahre 1919 fassten Henrich Focke und Georg Wulf den Entschluss einen kleinen Schulterdecker zu bauen, um Erfahrungen für den späteren Bau eines Kleinverkehrsflugzeuges zu sammeln. Diese als  A 7 bezeichnete Maschine flog im November 1921 zum ersten Mal und kann als direkter Vorläufer der A 16 angesehen werden.
Sofort nach der Gründung der Focke-Wulf Flugzeugbau AG am 1. Januar 1924 begannen auch die Arbeiten an der A 16. Es wurde mit dem Bau von drei A 16 gleichzeitig begonnen, die von der Bremer Luftverkehr GmbH in Auftrag gegeben worden waren. Das erste Exemplar wurde am 21. Juni 1924 fertiggestellt und am 23. Juni von Georg Wulf eingeflogen, wobei in 7 min eine Höhe von 850 m erreicht wurde. Zwei Tage später erfolgte der erste Flug mit voller Gesamtmasse bei 400 kg Zuladung. Vom 1. bis 5. Juli fand die Musterprüfung der A 16 bei der DVL in Adlershof statt, bei der eine Geschwindigkeit von 135 km/h gemessen wurde, ebenfalls bei voller Gesamtlast. Am 7. Juli wurde die A 16 führenden Persönlichkeiten der deutschen Flugwesens in Staaken vorgeflogen. Nach der Rückkehr nach Bremen konnte der regelmäßige Flugbetrieb auf der von der Bremer Luftverkehr GmbH beflogenen Strecke Bremen–Wangerooge aufgenommen werden.
Die Focke-Wulf A 16 wurde auch als Luftdroschke eingesetzt. Im Jahr 1927 vermietete die Westfälische Luftverkehrsgesellschaft auf dem Flughafen Dortmund eine Maschine für 1,35 RM (entspricht heute etwa 6 EUR) pro Kilometer.

## Konstruktion
Das Flugzeug war in Holzbauweise mit Sperrholzbeplankung ausgeführt, wobei der hintere Rumpf Stoffbespannung erhielt, und konnte drei Passagiere transportieren. Die Startrollstrecke bis zum Abheben betrug 150 m, die Ausrollstrecke lediglich 50 m. Da das gesamte Fluggewicht der A 16 die obere Gewichtsgrenze der sogenannten „Berechnungsgruppe 5“ nicht erreichte, hatte die Berechnung der Festigkeit unter Bedingungen zu erfolgen, wie sie im Ersten Weltkrieg nur für Jagdeinsitzer gefordert wurden, z. B. musste ein senkrechter Sturzflug ohne Bruchgefahr überstanden werden.
Die geschlossene Kabine mit Korbsesseln für normalerweise drei Passagiere lag hinter dem Pilotensitz. Um die Wirkung des Motordrehmoments zumindest teilweise ausgleichen zu können, installierte man den Kraftstoffbehälter im rechten Tragflügel.

## Varianten
A 16aUm die Betriebssicherheit zu erhöhen, wurde später der 75-PS-Siemens-Halske-Sternmotor durch einen leistungsstärkeren wassergekühlten 100-PS-Mercedes-D1-Motor ersetzt. Dies hatte zur Folge, dass auch an der Zelle umfangreiche Änderungen vorgenommen werden mussten. Durch das um 200 kg erhöhte Fluggewicht war eine Verstärkung des Flügels erforderlich. Der Rumpf wurde breiter und länger. Da das Triebwerk weiter nach hinten verlegt werden musste, lagen nun Führersitz und Motor nebeneinander. Man versetzte deshalb den Motor 10 cm aus der Längsachse.
Bei kürzeren Flügen konnten vier Passagiere transportiert werden. Die A 16a legte ihre Zulassungsprüfung am 18. März 1925 ab. Verschiedene Exemplare wurden von der Badischen Luftverkehrs GmbH, der Junkers Luftverkehrs AG und der Bremer Luftverkehr GmbH eingesetzt. Im Jahre 1926 übernahm auch die Luft Hansa fünf Flugzeuge der Ausführungen A 16 und A 16a. Ende 1929 flogen noch die beiden 1925 gebauten Exemplare „Baden“ (D-548) und „Borkum“ (D-659). Eine A 16 stürzte im Dienst der Lufthansa 1933 in Schlesien ab.
A 16bHier wurde ein 78-PS-Junkers-Motor eingebaut.
A 16cVerwendung des 108 PS leistenden Siemens-Sh-12-Sternmotor.
A 16dVerwendung eines 120 PS leistenden Mercedes-Motors.

## Weiterentwicklungen

Focke-Wulf Habicht

Aus der A 16 wurde eine Reihe weiterer Kleinverkehrsflugzeuge entwickelt. Hierzu gehörten 1928 die A 20 „Habicht“, die A 28 „Habicht“ und als letzte Entwicklung das Taxiflugzeug A 33 „Sperber“.

## Replika von 1988
Die A 16 war der Grundstein für den Erfolg der Firma Focke-Wulf und deren Nachfolger EADS Airbus Bremen. Da keines der Originalflugzeuge die Zeiten überdauert hat, entschloss sich Airbus 1988 im Rahmen der Traditionspflege eine zweiundzwanzigste, nicht flugfähige Maschine zu bauen. Nachdem die Maschine 20 Jahre im Hamburger Airbuswerk ausgestellt war, wurde sie 2008 dem Technikmuseum Berlin als Schenkung überlassen.

## Technische Daten
| Kenngröße             | Daten                                                                                              |
| --------------------- | -------------------------------------------------------------------------------------------------- |
| Besatzung             | 1                                                                                                  |
| Passagiere            | 3                                                                                                  |
| Länge                 | 8,50 m                                                                                             |
| Spannweite            | 13,90 m                                                                                            |
| Höhe                  | 2,30 m                                                                                             |
| Kabine (l × b × h)    | 1,5 × 1 × 1,90                                                                                     |
| Flügelfläche          | 27,00 m²                                                                                           |
| Flügelstreckung       | 7,2                                                                                                |
| Flächenbelastung      | 36 kg/m²                                                                                           |
| Leistungsbelastung    | 13 kg/PS                                                                                           |
| Leermasse             | 570 kg                                                                                             |
| Zuladung              | 400 kg                                                                                             |
| Startmasse            | 970 kg                                                                                             |
| Antrieb               | ein 7-Zylinder-Sternmotor Siemens & Halske Sh 7 und starrer Zweiblattluftschraube Astra (Ø 2,45 m) |
| Leistung              | 75 PS (55 kW) bei 1530/min                                                                         |
| Kraftstoff            | 90 kg                                                                                              |
| Höchstgeschwindigkeit | 135 km/h                                                                                           |
| Landegeschwindigkeit  | 60 km/h                                                                                            |
| Steiggeschwindigkeit  | 0,92 m/s in 1000 m Höhe                                                                            |
| Steigzeit             | 14 min auf 1000 m Höhe                                                                             |
| Dienstgipfelhöhe      | 2500 m                                                                                             |
| Reichweite            | ~ 550 km                                                                                           |
| Flugdauer             | ~ 4 h                                                                                              |
| Startstrecke          | 150 m                                                                                              |
| Landerollstrecke      | 50 m                                                                                               |